# Evidenza
L'evidenza nella filosofia antica era la caratteristica propria della conoscenza al suo massimo grado, cioè quella a cui arrivava l'intelletto intuitivo (nous). Al suo opposto vi era l'opinione, priva della chiarezza, certezza e quindi verità dell'evidenza, poiché faceva riferimento alla illusorietà della sensibilità.
L'etimo del termine deriva dal latino evidentia (da evidens-evidentis), un termine composto da e (particella intensiva) e videns (participio presente del verbo videre). Sta quindi a significare ciò che si vede in modo eccellente ed immediato.

## Storia del concetto
Nel senso suddetto per Platone le idee hanno la caratteristica dell'evidenza proprio perché esse appartengono al mondo sovrasensibile. È da questo mondo che promana la verità dell'evidenza che di per sé non fa parte dell'illusorio mondo sensibile. Il tema della verità come illuminazione trascendente verrà ripreso con toni mistici dal neoplatonismo e da qui passerà in Sant'Agostino che sosterrà come l'evidenza non sia altro, come nel caso delle verità matematiche, che un aspetto del vero eterno che è Dio.
Diversa era stata la concezione aristotelica che attribuiva la caratteristica dell'evidenza esclusivamente a principi razionali. Evidenti nella loro indiscutibile verità erano infatti il principio di non contraddizione e del terzo escluso. Altrettante verità evidenti erano i principi di alcune scienze quali gli assiomi (ad esempio quello che afferma che «Il tutto è maggiore della somma delle sue parti»).
La rigorosa, rispetto a quella platonica, concezione aristotelica dell'evidenza razionale è stata alla base della riorganizzazione della geometria euclidea e sarà fatta propria dalla teologia scolastica cristiana come nel tomismo di derivazione aristotelica.
Nello stoicismo invece l'evidenza veniva attribuita al dato sensibile ed era condizione dell'assenso (catalessi) che la volontà dava all'intelletto che si trovava di fronte un oggetto dall'immediata evidenza nella sua particolare esistenza.
Nel pensiero moderno l'evidenza viene concepita come la caratteristica propria della immediatezza dell'intuizione intellettuale capace di cogliere la verità senza i successivi passaggi mediati della ragione.

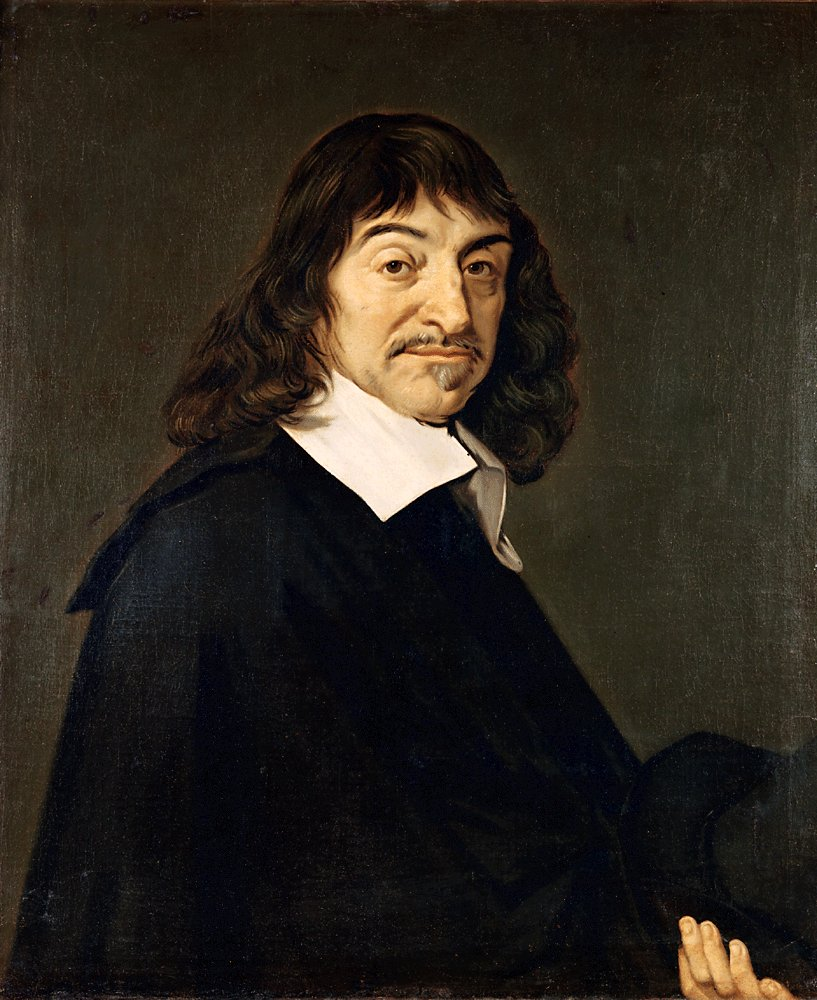
Frans Hals: Cartesio nel 1649

Il criterio dell'evidenza quale segno della verità sta a fondamento del pensiero cartesiano il quale nella descrizione del metodo, non a caso desunto dalla matematica, pone l'evidenza come prima regola:
«Il primo era di non prendere mai niente per vero, se non ciò che io avessi chiaramente riconosciuto come tale; ovvero, evitare accuratamente la fretta e il pregiudizio, e di non comprendere nel mio giudizio niente di più di quello che fosse presentato alla mia mente così chiaramente e distintamente da escludere ogni possibilità di dubbio». I caratteri di chiarezza e distinzione sono tipici dell'evidenza e quindi della verità poiché basta che ci sia il minimo dubbio sull'oggetto sensibile che ho di fronte o sull'idea nella mia mente per considerarli entrambi falsi. Nella ricerca della verità si deve evitare la precipitazione e la prevenzione, cioè evitare di formarmi idee in modo prevenuto, vale a dire accettare idee già formulate. L'idea sarà invece senz'altro vera quando è evidente, cioè chiara, presente e manifesta ad uno spirito attento e distinta, precisa nei suoi contorni, che non siano cioè presenti in essa elementi che possano 
appartenere ad altre idee.
Il criterio dell'evidenza-verità sarà rafforzato dall'introduzione del dubbio inteso come strumento di verifica della certezza delle nostre credenze.
Cartesio tuttavia si rende conto di come il principio dell'evidenza assuma una coloritura psicologica nel darci il senso della certezza della verità: occorre che questa abbia un fondamento più stabile e sicuro che Cartesio troverà nella dimostrazione dell'esistenza di un Dio perfetto quindi buono e veridico su cui fare affidamento.
L'evidenza di per sé dunque non è sufficiente per identificarla con la verità, occorre una certezza metafisica che renda quella verità assoluta.
La garanzia di un Dio che non inganna sarà abbandonata nel corso della storia successiva della filosofia, sia empirista che razionalista, che tuttavia continuerà ad associare l'evidenza alla facoltà intuitiva: con Kant ad esempio il criterio dell'evidenza ha un fondamento razionale che si esplica nei giudizi analitici che si rifanno al principio di non contraddizione.
La definizione dell'evidenza è stata in seguito messa da parte dalla filosofia mentre se n'è occupata la psicologia nell'ambito della epistemologia convenzionalistica la quale ha negato qualsiasi valore conoscitivo ad una presunta forma intuitiva di conoscenza ritenuta dogmaticamente efficace.
Il problema dell'evidenza è stato ripreso da Edmund Husserl il quale, rifacendosi a Cartesio, la riscontra presente in maniera incontestabile nei contenuti ideali, "eidetici", nel momento in cui viene messo da parte il riferimento ai dati sensibili e alla soggettività psicologica.